# Fagersta Bruks
Fagersta Bruks AB était une entreprise suédoise spécialisée dans la sidérurgie. Elle a pour origine les forges de Fagersta (Fagersta Bruk), un des nombreux complexes de forges et haut fourneau de la région minière du Bergslagen. En particulier, un martinet est construit sur la rivière Kolbäcksån au niveau de Fagersta en 1611, bien que l'industrie y était déjà probablement active avant cette date. Mais ce qui différencie cette forge des autres de la région est la modernisation qu'elle subit au XIXe siècle, utilisant les nouveaux procédés développés durant cette période. En 1873, l'entreprise devient une société par actions (Aktiebolag, abrégé AB). L'entreprise expose à l'exposition universelle de 1900 à Paris et à son apogée emploie environ 5 000 personnes. Mais la crise des années 1970 affecte fortement l'entreprise. Elle est achetée par la société d'investissement Kinnevik en 1976, et est fortement restructurée jusqu'à ce que le nom Fagersta disparaisse en 1985. Les activités historiques de l'entreprise sont de nos jours réparties entre différentes entreprises, dont en particulier Outokumpu et Sandvik.